# 로카고르가
로카고르가(이탈리아어: Roccagorga)는 이탈리아 라치오주 라티나도에 위치한 코무네다. 로마로부터 남동쪽으로 70km, 라티나로부터 북동쪽 20km 거리에 있다.